# Pascale de Trazegnies
Pour les articles homonymes, voir Trazegnies.
Pascale de Trazegnies est une musicienne et une écrivaine belge de langue française, née à Bruxelles le 16 mars 1948.
Elle vit actuellement à Paris et dans le Lot.

## Biographie
Issue d’une très ancienne famille de l'aristocratie par son père, Pascale de Trazegnies passe son enfance dans le château médiéval de Corroy-le-Château. Diplômée en sciences politiques à l’Université de Louvain(1972), elle se tourne vers la musique.
Au début des années 1970, elle fonde avec Daniel Schell le groupe Cos dans lequel sa voix est surtout utilisée comme un instrument. Elle y joue également du hautbois et de l’orgue. Elle se produit en solo, notamment au festival de Spa (1977) où elle crée ses propres chansons, et enregistre aux côtés de Dick Annegarn un album-concept.
En 1980, elle quitte Cos et s’installe à Paris. Elle enregistre un disque avec John Greaves et participe à plusieurs événements de poésie sonore du groupe « Polyphonix » animé par Jean-Jacques Lebel. Elle écrit un premier roman, L'Etat de veille, immédiatement remarqué par  Bernard Fixot, qui le publiera en 1988 dans la maison d'édition qu'il vient de fonder. S’ensuivent d’autres publications, toutes fortement teintées d’érotisme.
En 2010, elle s’installe dans Le Lot où elle se consacre à l’écriture.

## Discographie
- Cos, Posteoalian train robbery, 1974
- Cos, Viva Boma, 1976
- Cos, Babel, 1978
- Daniel Schell-Dick Annegarn, Egmont and the ff Boom, 1978
- Cos, Swiss Chalet, 1979
- Pascale Son, Eldorado, 1981
- John Greaves, Accident, 1982